# Мальцов, Иван Акимович
Иван Акимович Мальцов (1774 — 1853) — русский промышленник из рода Мальцовых.

## Биография
Родился Иван в 1774 году в семье стеклопромышленника, основателя Гусевской хрустальной фабрики Акима Васильевича Мальцова и дворянки Марии Васильевны Мальцовой.
В 1786 году на основании дворянских прав, полученных отцом, он вместе со старшим братом Сергеем был записан на воинскую службу в лейб-гвардии конный полк и к 20 годам имел чин вахмистра.
В 1785 году после смерти Акима Васильевича управление делами взяла в свои руки вдова, Марья Васильевна, женщина энергичная, предприимчивая, расчетливая и осмотрительная. Выкупив у Евдокии, вдовы Александра Васильевича Мальцова, Радицкую и Карачевскую фабрики, она решила расширить производство.
В 1790 году в лесной чаще поблизости от деревни Дятьково в Брянском уезде Марья Мальцова строит знаменитый в будущем Дятьковский стекольный и хрустальный завод, продукция которого уже в 1796 году не уступает изделиям Гусевского завода.
В 1798 году Иван Акимович оставляет службу в чине секунд-майора и принимает эстафету семейного промышленного предпринимательства от матери. Ещё задолго до официального вступления в права наследования он принимает активное участие в ведении заводских дел. В отчетных ведомостях Марьи Мальцевой можно встретить его подпись: «По доверенности моей матери секунд-майор Иван Мальцов руку приложил».
В 1799 году Иван Акимович по совету матери становится пайщиком образованной Российско-американской компании, целью которой являлась торговля различными товарами на северо-западном побережье Американского континента.
В 1804 году стареющая мать передает ему все свои 10 фабрик, и Мальцов-младший становится полным хозяином мальцевских предприятий.
В 1806 году он женится на первой московской красавице Капитолине Михайловне Вышеславцевой (1771—16.02.1861; похоронена рядом с мужем в Дятьково), после получения ею от Священного Синода развода с Василием Львовичем Пушкиным. Тщеславная и легкомысленная Капитолина Михайловна, позарившись на мальцовские деньги, тем не менее, принесла счастье Ивану Акимовичу. Она родила ему троих детей — Василия (1807—1832), Марию (1808—1897) и Сергея (1810—1893) — и организовала в их доме литературный салон, в котором бывали А. С. Пушкин и А. С. Грибоедов.
«Однажды летом 1805 года Иван Акимович Мальцов встретил на гулянье в Москве в Юсуповском саду „прекрасную незнакомку“. Оказалось, что это была жена поэта Василия Львовича Пушкина — Капитолина Михайловна Вышеславцева. Дама прогуливалась с кудрявым смуглым мальчиком, племянником мужа, Александром. Через год, после развода с дядей великого поэта, Капитолина Михайловна становится супругой Ивана Акимовича. Их счастливый брак продолжался 50 лет. Впоследствии их сын Сергей Иванович первому русскому пароходу, построенному на своих заводах, дал имя „Капитолина“ — в честь матери.»
В 1809 году И. А. Мальцовым был построен сахароваренный завод в деревне Верхи Брянского уезда. Верхи располагались в 20-ти верстах от Дятьково, а ещё спустя несколько лет в пяти верстах от Дятьково в селе Любохна строится рафинадный завод, куда впоследствии со всех окрестных сел свозили сахар для рафинирования. Рядом протекала судоходная река Болва, которая впадала в Десну и далее в Днепр, что способствовало доставке сахара на юг страны. За услуги в сахароварении И. А. Мальцов был награждён золотой медалью и избран почетным членом Московского общества сельского хозяйства.
В 1810 году Иван Акимович продолжил расширение дела, превратив Дятьковский хрустальный завод на Брянщине в центр своих владений. Здесь завершается строительство церкви, и с переводом сюда прихода из Спасского Дятьково становится селом. В нём строится господская усадьба и главная контора по управлению заводами. В Москве Мальцев ставит дом на Якиманке и покупает дом на Сретенке, в Варсонофьевском переулке. Капитолина Михайловна продолжала поддерживать литературные связи. В Варсонофьевском позднее бывал А. С. Пушкин, навещая друга своего Сергея Мальцева, филолога, магистра Дерптского (Тартуского) университета, которого Иван Акимович взял на воспитание, как и другого племянника, Ивана Сергеевича, после смерти своего старшего брата.
В 1811 году Иван Акимович Мальцов продал владимирские фабрики своему старшему брату Сергею, оставив стекольный бизнес в семье, а на вырученные деньги купил два чугунолитейных и железоделательных завода (Людиновский и Сукремльский чугунолитейные заводы) в селе Людиново и Сукремле Жиздринского уезда Калужской губернии у одного из наследников Демидовской семьи. Поначалу мысль И. А. Мальцова была нацелена на развитие собственного станочного парка для хрустально-стекольных заводов и выпуск бытовой посуды для населения. Однако новое направление этой отрасли придал его сын, Сергей, который, оставив военную службу, активно принимается за ряд деятельных проектов, среди которых были выпуск рельсов для железных дорог.
В 1821 году российским правительством был введен в Закавказье льготный таможенный тариф на ввозимые товары и беспошлинный транзит из  Редут-Кале в Иран, и предприимчивый Иван Акимович начал подумывать о развертывании торговли изделиями своей Дятьковской фабрики в Персии. Именно А. С. Грибоедов познакомил Мальцева со многими лицами, ведущими дела в Иране и знающими тамошнюю ситуацию в торговле.
В сентябре 1828 года, Мальцовым, у полковника Ревелиоти за 80000 рублей, были куплены в Симеизе первые 30 десятин земли, а уже через полгода на нём был построен винодельный завод, окруженный виноградником из 85 000 лоз. Так было положено начало производству массандровских вин. Позже территории расширилась за счет покупки фруктовых садов и страна получила новые сорта отечественных вин, а семья Мальцовых — удобный рынок сбыта для изделий своих старых и новых фабрик. В Симеизе он открывает магазин железных, чугунных изделий, стекла и других предметов для поселенцев Южного берега Крыма.
В 1829 году на первой Российской мануфактурной выставке в Санкт-Петербурге император Николай I особо отметил «весьма хорошую» чистоту стекла и недорогую цену изделий Дятьковской фабрики. Он обратил внимание «на всегдашне употребительные в домашнем быту вещи, как-то: гладкие и с небогатою шлифовкою графины, стаканы, рюмки, бокалы и тому подобное, ибо по сие время ни на каком заводе России так чисто, искусно и аккуратно не выделывалось, и оная фабрика — первая, которая довела до такой степени, что ежедневно употребляемые вещи не уступают и английским, а потому принадлежат к первому разряду». Мальцев был награждён Большой золотой медалью выставки «За трудолюбие и искусство» за отличное качество хрусталя, превосходившего продукцию известных стеклозаводов Бахметева и графа Орлова. Награда давала право владельцу помещать на своих изделиях и вывесках магазинов по их продаже государственный герб. А из выставленной Мальцовым продукции для императорского двора были закуплены «хрустальный поднос с графином и 12-ю рюмками и корзинка овальная, с ушками».
Не меньший успех сопутствовал Ивану Акимовичу на ещё более масштабной 2-й Всероссийской выставке, прошедшей в следующем году в Москве, где он вновь получил Большую золотую медаль «За отличный хрусталь», как и на последующих выставках в Санкт-Петербурге (1839), Москве (1843), Варшаве (1845). За участие в них он получил орден Св. Владимира IV степени и высочайшее благоволение.
В 1837 году Иван Мальцев приобретает в Петербурге на Моховой огромный двухэтажный каменный дом с большим садом. Здесь часто устраивались званые обеды и шумные вечера, а обворожительная хозяйка дома была душой избранного общества, пользовалась неизменным вниманием и симпатией. Бывали в доме поэт В. А. Жуковский, историк М. П. Погодин и многие другие известные люди.
В 1839 году Иван Акимович купил в местечке Песочня Калужской губернии Верхнепесоченский и Нижнепесоченский молотовые заводы, выпускавшие предметы печного и кухонного литья, различные утилитарные и художественные изделия из чугуна и железа, однако в 1853 году Нижнепесоченский завод был перепрофилирован на выпуск фаянсовой посуды.
Иван Акимович Мальцев обладал поразительным деловым чутьем, острым чувством экономической перспективы. Его Дятьковская фабрика стала одним из крупнейших в стране предприятий по производству стекла и хрусталя с числом рабочих около 600 человек и производительностью до 1 200 000 изделий в год. Его чугунолитейные и железоделательные производства положили начало Мальцовскому металлургическому делу, способствовали строительству новых железных дорог в России. Иван Акимович первым в России наладил производство свекловичного сахара. К 1857 году в хозяйстве Мальцевых было уже 9 сахарных заводов. На них вырабатывалось 27 950 пудов сахара в год.
Умер знаменитый промышленник И. А. Мальцов от холерических припадков 8 мая 1853 года в Санкт-Петербурге. Похоронен в своем имении Дятьково в Орловской губернии.